# Jesús Carranza Neira
Jesús Carranza Neira (Cuatrociénegas, Coahuila,Virreinato de la Nueva España; 16 de junio de 1813 - ibídem; 25 de mayo de 1899) fue un destacado político, empresario y militar mexicano. Peleó en la intervención francesa y fue jefe del distrito de Monclova. Fue padre del presidente de México Venustiano Carranza.

## Inicios
Nació en la villa de Cuatrociénegas, Coahuila, el 16 de junio de 1813, siendo hijo de Rafael Carranza Ramón y de María Ignacia Neira; su abuelo paterno fue Juan José Carranza, fundador de la villa de Cuatrociénegas.
Siendo niño, quedó huérfano de madre y fue maltratado por la segunda esposa de su padre. Por lo cual abandonó su hogar cuando tenía 12 años, yéndose con unos estadounidenses que llegaron a la villa de tránsito para la ciudad de Chihuahua, donde iban con objeto de establecer una casa de comercio.

## Matrimonio e hijos
En 1838 Jesús Carranza Neira contrajo matrimonio en Cuatrociénegas con María de Jesús de la Garza y Garza, hija de Juan Nepomuceno de la Garza Sepúlveda y de María de Jesús de la Garza García. Ambos procrearon 15 hijos:
- María del Rosario Carranza Garza (nacida el 22 de diciembre de 1839).
- Mariana Carranza Garza (nacida el 26 de julio de 1841); casada con Jesús Luna.
- Pascual Carranza Garza (nacido el 15 de mayo de 1842); casado con Soledad Sáinz,
  - ambos fueron padres del general Carlos Carranza Sainz.
- Ignacia Carranza Garza (nacida el 15 de abril de 1844).
- Pánfila Carranza Garza (nacida el 1 de julio de 1846); casada con José María Guevara.
- Úrsula Carranza Garza (nacida el 21 de octubre de 1848); casada con Adolfo de la Garza Garza.
- Sebastián Carranza Garza (nacido el 15 de febrero de 1852); casado con Emilia Cepeda. Tuvieron 7 hijos:
  - Sebastián Carranza Cepeda, casado con María Rodríguez, ambos fueron padres del aviador Emilio Carranza.
  - José Carranza Cepeda
  - Carolina Carranza Cepeda, casada con Antonio Tijerina.
  - Celia Carranza Cepeda, casada con Ángel Treviño.
  - Rosa Carranza Cepeda, casada con Rafael Múzquiz.
  - Jesús Carranza Cepeda
  - María Carranza Cepeda
- Sirenia Carranza Garza (nacida el 29 de octubre de 1853).
- Emilio Carranza Garza (nacido el 22 de mayo de 1855 y fallecido el 14 de julio de 1898 a los 43 años de edad). Casado con Rosaura Castro de la Garza; tuvieron 11 hijos:
  - Erasto Carranza Castro
  - Gaudelia Carranza Castro
  - Rosaura Carranza Castro
  - Bertha Carranza Castro
  - Sirenia Carranza Castro
  - Alberto Carranza Castro
  - Rafael Carranza Castro
  - Moisés Carranza Castro
  - Emilio Carranza Castro
  - Jesús Carranza Castro
  - Leopoldo Carranza Castro
- María de Jesús Carranza Garza (nacida el 17 de diciembre de 1857); casada con Manuel Martínez Charles. Tuvieron 3 hijos:
  - Lauro Martínez Carranza, ingeniero y fundador de la Facultad de Ingeniería Civil de la UANL.
  - Manuel Martínez Carranza, padre del torero Manuel Martínez Ancira.
  - Enrique Martínez Carranza, médico.
- José Venustiano Carranza Garza (nacido el 14 de enero de 1860 y fallecido el 21 de mayo de 1920), militar y político, alcalde de Cuatrociénegas, gobernador de Coahuila y presidente de México. Casado con Virginia Salinas Balmaceda, tuvieron 3 hijos:
  - Leopoldo Carranza Salinas
  - Virginia Carranza Salinas, casada con el general Cándido Aguilar.
  - Julia Carranza Salinas
- Casado en segundas nupcias con Ernestina Hernández, tuvieron 4 hijos:
  - Jesús Carranza Hernández, piloto aviador del escuadrón 201, padre de don Venustiano Carranza Peniche.
  - Venustiano Carranza Hernández
  - Emilio Carranza Hernández
  - Rafael Carranza Hernández
- Hermelinda Carranza Garza (nacida en 1862), casada con Ángel Francisco Peraldí, originario de Ajaccio, Córcega. Tuvieron 6 hijos:
  - Fernando Peraldí Carranza
  - Rosa Peraldí Carranza
  - Bernardino Peraldí Carranza
  - María Antonieta Peraldí Carranza
  - Ignacio Peraldí Carranza
  - Laura Peraldí Carranza
- Jesús Carranza Garza (nacido el 1 de agosto de 1863 y fallecido el 11 de enero de 1915), militar revolucionario, casado con Florencia Strasburger; tuvieron 7 hijos:
  - Arturo Carranza Strasburger
  - Aurora Carranza Strasburger
  - Aníbal Carranza Strasburger
  - Argentina Carranza Strasburger
  - Artemio Carranza Strasburger
  - Abelardo Carranza Strasburger
  - Acacia Carranza Strasburger
- María Carranza Garza (nacida el 22 de octubre de 1866), casada con José María Salinas Balmaceda, tuvieron 3 hijos:
  - Alberto Salinas Carranza, general de la fuerza aérea mexicana, casado con Delfina Duque.
  - Oralia Salinas Carranza
  - Leopoldo Salinas Carranza
- Guadalupe Carranza Garza (nacida en 1867).